# Rautezeichen
Das Rautezeichen (#) (Name laut Duden) oder kurz Raute, auch Rautenzeichen oder Doppelkreuz, ist ein Schriftzeichen, das aus zwei übereinandergelegten horizontalen und zwei parallelen, zumeist leicht nach rechts geneigten vertikalen Strichen besteht.
Es wird in vielen Bereichen und entsprechend mit unterschiedlichen Bedeutungen verwendet, beispielsweise weithin als Einleitungszeichen für Hashtags. In diesem Zusammenhang wird es auch Hash-Zeichen oder kurz Hash (englisch für ‚zerhacken‘) genannt.
Speziell (aber nicht nur) im englischen Sprachraum (besonders in Kanada und den USA) wird es als Nummernzeichen Zahlen vorangestellt, um diese als Nummerierung (beispielsweise Rangnummer oder Bestellnummer) zu kennzeichnen; deshalb wird es im Englischen number sign benannt. Auch im deutschen Sprachraum ist diese Verwendung möglich, jedoch ist laut DIN 5008 eine vorangestellte Abkürzung „Nr.“ vorzuziehen.
Das # ist nicht zu verwechseln mit dem Kreuz ♯ der Notenschrift, auch wenn es manchmal als Ersatzzeichen dafür verwendet wird.

## Benennung

Mögliche Formen der „Raute“ in ITU-T E.161

Die auf „Raute“ basierenden Bezeichnungen beziehen sich auf das Innenviereck der in der Empfehlung ITU-T E.161 der Internationalen Fernmeldeunion exakt festgelegten möglichen Formen des Zeichens auf der Telefontastatur. Heute übliche Formen folgen dieser Vorgabe nicht mehr exakt; häufig ist der Abstand zwischen den waagerechten Linien verschieden von dem zwischen den aufrechten Linien. Dann ist das Innenviereck des Schriftzeichens nicht mehr eine geometrische Raute (hingegen ist es stets ein Parallelogramm).
Die Kurzbezeichnung Raute findet sich entsprechend häufig im Zusammenhang mit der zu betätigenden Telefontaste, und auch mit Bildschirmtext. In den Beschreibungen mancher großen Telefonnebenstellenanlagen findet sich die Bezeichnung Quadrat, entsprechend der Bezeichnung square in der englischsprachigen Ausgabe der ITU-T E.161.
Umgangssprachlich finden sich weitere Bezeichnungen, so Lattenkreuz, Lattenzaun, Schweine-Gatter, oder Kanalgitter bzw. Kanalgitter-Zeichen. Regional finden sich in der Schweiz Gartenhag, in Süddeutschland Gartenzaun oder in Norddeutschland Gatterzaun.

## Geschichte
Eine Theorie behauptet, das Rautezeichen habe sich aus der Ligatur lb für Pfund (℔ für lat. libra: „Waage, Gleichgewicht, Pfund“) entwickelt.

## Bedeutungen und Anwendungen

### In der Informatik und IT
- Unter unixoiden Betriebssystemen …
  - zeigt es als Prompt in der Shell an, dass es sich um eine Root-Shell handelt.
  - kennzeichnet die Zeichenkombination #! (genannt Shebang) am Anfang einer Datei diese als Skriptprogramm, sofern der Pfad zum zugehörigen Interpreterprogramm folgt.
- In einigen Programmiersprachen (z. B. C bzw. C++) dient es als Präfix für Präprozessordirektiven.
- In vielen Programmiersprachen ist es ein Kommentarzeichen, zum Beispiel: C bzw. C++, Perl, Python, PowerShell, im Computer-Algebra-System Maple und in .htaccess-Dateien.
- In einigen Varianten der Programmiersprache BASIC als Präfix für die numerische Referenzierung (entsprechend der im Englischen üblichen Bedeutung „number sign“) von Datenkanälen zu Peripheriegeräten bzw. bei Laufwerken zu damit verwalteten Dateien.
- In ColdFusion werden alle Variablen (auch Datenbankfelder) zwischen zwei Rautezeichen gesetzt.
- In Mailboxen (Bulletin Board Systems) u. ä. wurden Texte zwischen zwei Rautezeichen gesetzt, die als kursiv gelesen werden sollen (analog zu zwei Sternchen für Fettschrift), insbesondere zum Ausdruck von Gefühlsäußerungen (#cry#).
- Eines von mehreren Präfixen für Namen von Internet-Relay-Chat-Kanälen (IRC-Kanälen).
- In URL-Angaben als Abtrennung von Sprungmarken auf einen HTML-Anker vom Rest der Angabe.
- Wird in HTML und CSS einer hexadezimalen Farbdefinition vorangestellt.
- Als eindeutige ID in CSS gegenüber der Klassenauszeichnung durch einen vorangestellten Punkt.
- Führt, in der Suchleiste eingegeben, in vielen Wikis zurück zur Hauptseite.
- Im Namen der Programmiersprachen C# (gesprochen „C-Sharp“, was dem deutschen „Cis“ entspricht) und F# wird statt des (musikalisch korrekten) Zeichens ♯ das Rautezeichen benutzt.
- In der theoretischen Informatik wird das Rautezeichen typischerweise als Anfangssymbol für Kellerautomaten verwendet.

### In der Technik

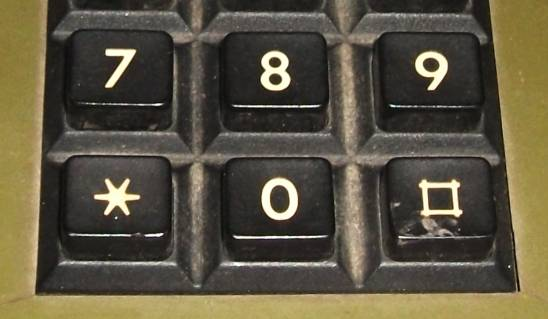
Stern und Raute auf einer Telefontastatur, 1982

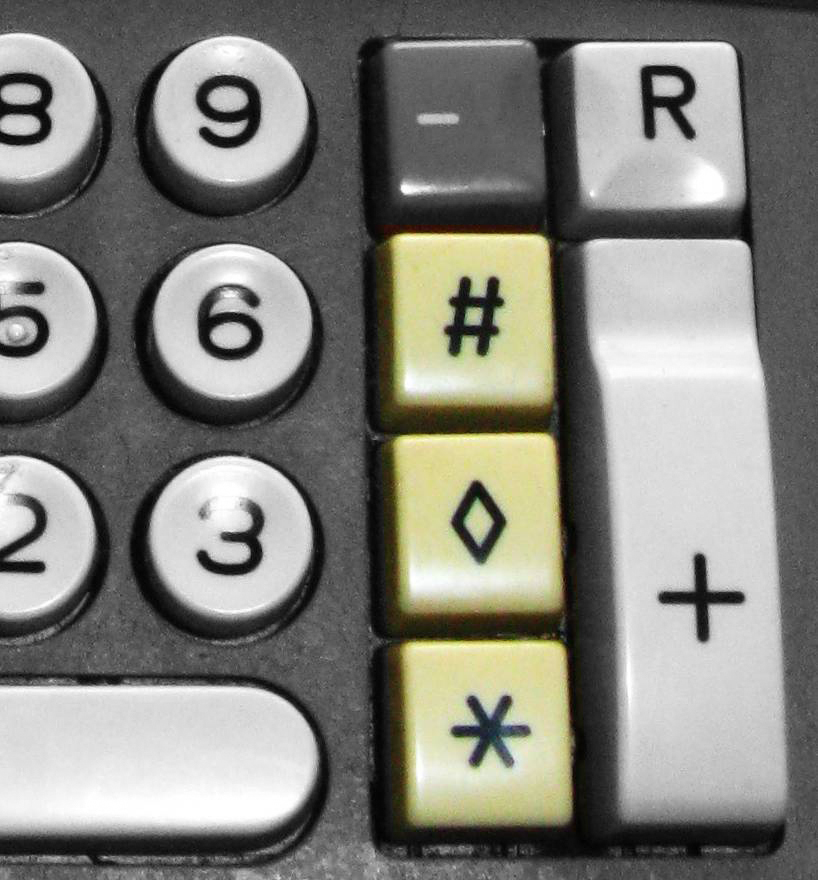
Rautezeichen, Spitzraute und Stern auf einer Rechenmaschine, ca. 1970

- Das „Raute“-Symbol der Telefontastatur, eigentlich ein eigenes Zeichen ⌗ (Unicode: U+2317 viewdata square), wird häufig durch das Rautezeichen wiedergegeben.
- Beim Bildschirmtext als Abschlusszeichen für Adressen.
- Auf Rechenmaschinen ist die „Nichtrechentaste“ mit einem Rautezeichen gekennzeichnet. Sie bewirkt, dass die zuletzt eingegebene Ziffernfolge als „Nummer“ auf dem Ausdruck erscheint, ohne beim Rechenergebnis berücksichtigt zu werden (in Übereinstimmung mit der Benennung „Nummerzeichen“).[8] In dieser Funktion ist das Zeichen standardisiert in DIN ISO 7000 “Graphische Symbole auf Einrichtungen” als Symbol ISO-7000-0657 Non-Add (dt. ‚Nichtrechnen‘).

### In der Mathematik
- Vor allem in Nordamerika zur Kennzeichnung der Ordinalität einer Zahl, zum Beispiel „#1“, lies „Nummer 1“.
- Alternativ zu einem Paar senkrechter Striche („||“) zur Kennzeichnung der Mächtigkeit einer Menge.
- Als Ersatzzeichen für Parallelogramm.
- Als Kennzeichnung für ein Primorial.

### Sonstiges
- # mit einem ohne Leerzeichen nachfolgenden Schlagwort verbunden ist die übliche Form des Hashtags, speziell in Mikroblogging-Diensten wie X (vormals Twitter).[9] Solche Hashtags dienen zur Suche nach weiteren Texten mit dem hervorgehobenen Schlagwort oder verlinken direkt darauf.
- In Anlehnung an den Gebrauch als Hashtag-Kennzeichen wird das # in Werbetexten Schlagwörtern vorangestellt, um diese hervorzuheben.
- Im englischen Sprachraum wird es als Einheitenzeichen für das amerikanische Pfund verwendet und dabei der Zahl nachgestellt. Daher wird das Zeichen dort auch als pound sign und die damit markierte Telefontaste gelegentlich als pound key bezeichnet.
- In der Schachnotation bedeutet das # ein Mattsetzen des Gegners.
- In der Medizin wird das # als Symbol für Knochenbrüche verwendet. Beispielsweise wird eine Mittelfußknochenfraktur mit MFK-# abgekürzt.
- In der heraldischen Fachsprache wird das Rautezeichen als Symbol für die Farbe Schwarz verwendet.
- In Tabellen o. ä. wird # oft als Ersatz für das Wort „Anzahl“ verwendet. „# = 10“ zum Beispiel bedeutet dann „Anzahl = 10“.
- Beim Mitschreiben von Interviews dient das Rautezeichen als Ersatzzeichen für Schimpfwörter oder vulgärsprachliche Ausdrücke, wenn der Journalist die Ausbrüche des Interviewten nicht im Original wiedergeben möchte. Es übernimmt damit die Rolle des Pieptons in Audioaufzeichnungen.
- In der Verwaltung wird # als Abkürzungszeichen für die Ministerin oder den Minister verwendet.
- In Seekarten markiert das # „unreinen Grund“, also Gebiete, die zum Ankern oder Grundfischen gemieden werden sollten, siehe auch Unreines Gebiet.

## Darstellung in Computersystemen
Im internationalen Zeichenkodierungssystem Unicode liegt „#“ auf Position U+0023 und ist dort als „Number sign“ (Nummernzeichen) bezeichnet. Im ASCII-Zeichensatz liegt das Zeichen auf der gleichen Position; im EBCDIC-Zeichensatz auf Codeposition 7Bhex. Die HTML-Zeichenreferenz ist &#35;.

### Tastatur
Auf der deutschen Tastatur befindet sich das Rautezeichen meist auf der Taste zwischen Ä und der Eingabetaste. Auf der Schweizer Tastatur liegt es als dritte Belegung auf der Zifferntaste 3.
Auf der britischen Tastatur liegt das Rautezeichen auf der gleichen Position wie auf der deutschen Tastatur; hier allerdings zwischen der Apostroph-Taste und der Eingabetaste. Die US-amerikanische Tastatur hat das Rautezeichen über der Zifferntaste 3 in der oberen Tastenreihe.

### Ersetzung
Da alle modernen Computersysteme und -schriften auf Unicode oder dem älteren ASCII-Standard basieren, kann das Zeichen problemlos weltweit dargestellt, verarbeitet, übertragen und archiviert werden. Eine Ersetzung aus technischen Gründen ist deshalb kaum nötig. Da es nicht im Kernbestand des Zeichenvorrats von ISO 646 liegt, konnte es in älteren Versionen der Programmiersprache C durch den Trigraphen „??=“ ersetzt werden.

## Ähnliche Zeichen

Gitterkreuz

- Das musikalische Erhöhungszeichen ♯ (U+266F, „Musical Sharp Sign“), das als „Kreuz“ bezeichnet wird, ist ein eigenes Zeichen. Das Rautezeichen gehört also nicht zur Notenschrift, wird aber als Ersatzzeichen für ♯ verwendet.
- In der Heraldik ist das Gitterkreuz eine Wappenfigur.

### Tabelle mit Varianten und ähnlichen Zeichen
| Zeichen | Unicode Position | Unicode Bezeichnung             | Bezeichnung                                                                | Block                            | LaTeX  |
| ------- | ---------------- | ------------------------------- | -------------------------------------------------------------------------- | -------------------------------- | ------ |
| #       | U+0023           | number sign                     | Rautezeichen                                                               | Basis-Lateinisch                 | \#     |
| ⋕       | U+22D5           | equal and parallel to           | gleich und parallel                                                        | Mathematische Operatoren         |        |
| ⌗       | U+2317           | viewdata square                 | „Raute“ auf Telefon- und Bildschirmtext-Tastaturen                         | Verschiedene technische Zeichen  |        |
| ♯       | U+266F           | musical sharp sign              | Kreuz (Notenschrift)                                                       | Verschiedene Symbole             | \sharp |
| ⵌ       | U+2D4C           | tifinagh letter tuareg yazh     | (Buchstabe der Tifinagh-Schrift)                                           | Tifinagh                         |        |
| 井      | U+4E95           |                                 | ein CJK-Zeichen, chinesisch „Brunnen“ (jǐng), siehe auch Brunnenfeldsystem | Vereinheitlichte CJK-Ideogramme  |        |
| ꖛ       | U+A59B           | vai syllable pu                 | (Zeichen der Vai-Silbenschrift)                                            | Vai                              |        |
| ﹟      | U+FE5F           | small number sign               | Kleines Rautezeichen                                                       | Kleine Formvarianten             |        |
| ＃      | U+FF03           | fullwidth number sign           | Vollbreites Rautezeichen                                                   | Halbbreite und vollbreite Formen |        |
| 𐄹       | U+10139          | aegean weight second subunit    | Ägäisches Zeichen für zweite Gewichtsuntereinheit                          | Ägäische Zahlzeichen             |        |
| 𐦕       | U+10995          | meroitic hieroglyphic letter se | (Zeichen der meroitischen Schrift)                                         | Meroitische Hieroglyphen         |        |
| 𝄰       | U+1D130          | musical symbol sharp up         | Mikrotonales Versetzungszeichen „Kreuz erhöht“                             | Notenschriftzeichen              |        |
| 𝄱       | U+1D131          | musical symbol sharp down       | Mikrotonales Versetzungszeichen „Kreuz erniedrigt“                         | Notenschriftzeichen              |        |